# The Butterfly Effect (film)
The Butterfly Effect is een Amerikaanse sciencefiction/dramafilm uit 2004, met Ashton Kutcher, Amy Smart, Eric Stoltz en anderen uit de stal van New Line Cinema. The Butterfly Effect werd geregisseerd en geschreven door Eric Bress en J. Mackye Gruber.
De titel verwijst waarschijnlijk naar de vlinder in het korte verhaal A Sound of Thunder van Ray Bradbury waarin een kleine beweging een grote serie veranderingen elders veroorzaakt. Dit idee is later door Edward Lorenz Butterfly Effect genoemd, daarbij geïnspireerd door de vlindervorm van hersenscanafbeeldingen. Zie ook chaostheorie en vlindereffect.
De slogan van de film is: "Change one thing, change everything". Er verscheen in 2006 een direct-naar-dvd vervolg genaamd The Butterfly Effect 2 en in 2009 een tweede opvolger genaamd The Butterfly Effect 3: Revelations.

## Verhaal
De film gaat over Evan, een twintiger met een bijzondere gave: hij kan met behulp van dagboeken uit zijn kinder- en tienerjaren teruggaan in de tijd, daar een kleinigheid veranderen en zo het heden manipuleren. Hoewel hij het iedere keer goed bedoelt, veroorzaken zijn wijzigingen telkens onvoorziene neveneffecten; iedere keer dat hij gebeurtenissen uit het verleden verandert, blijkt er in het heden iemand (uiteindelijk ook hijzelf) slechter af. Bovendien veroorzaakt iedere wijziging steeds een heel leven aan nieuwe herinneringen, wat zijn hersens niet kunnen verwerken en wat toevallen en bloedneuzen veroorzaakt.

### Zeven jaar
Tijdens zijn kinderjaren heeft Evan Treborn meerdere black-outs. Zijn moeder Andrea vreest dat hij dezelfde psychische aandoening heeft als zijn vader. Evans arts adviseert hem om dagboeken bij te houden. Evan krijgt een eerste black-out in 1989 wanneer hij op school zit en de opdracht krijgt om zichzelf te tekenen in de toekomst terwijl hij doet wat hij het liefste doet. Hij maakt vervolgens een tekening van een man die met een mes in zijn hand bij twee lichamen onder het bloed staat. Naderhand herinnert hij zich niet dat hij die tekening gemaakt heeft. Hij heeft een tweede black-out thuis, wanneer zijn moeder haar zoon toevallig met een mes in zijn handen aantreft. Weer heeft hij geen idee wat eraan voorafgegaan is.
Dan gaan de ouders van Evans vriendin Kayleigh scheiden. Kayleigh en haar broer Tommy moeten kiezen bij wie ze willen wonen. Hoewel ze meer van haar moeder houdt, kiest Kayleigh voor haar vader omdat ze dan dichter bij Evan woont. Tommy volgt haar in haar beslissing, zodat hij haar kan beschermen tegen hun vader. Die misbruikt zijn dochter en mishandelt zijn zoon. Hierdoor wordt Tommy meer en meer sociopaat, waarbij hij Evans leven en de levens van diens vrienden tot een hel maakt.
Op een dag speelt Evan met Tommy en Kayleigh. Kayleighs vader, George, vraagt hem of hij mee wil spelen in een film over Robin Hood. Hier krijgt Evan zijn derde black-out, op het moment dat hij naakt staat in de kelder van Miller samen met een naakte Kayleigh. Later ontdekt hij dat hij meespeelde in een kinderpornovideo.
Evans moeder raadpleegt een dokter om de oorzaak van zijn black-outs te achterhalen. Die zegt dat ze mogelijk veroorzaakt worden door stress, die veroorzaakt wordt door het missen van een vaderfiguur. Zijn moeder en de dokter beslissen dat Evan zijn vader Jason mag bezoeken in de instelling.
Evan praat rustig met Jason totdat hij zijn vierde black-out krijgt. Wanneer hij weer bij bewustzijn komt,  wordt hij bijna gewurgd door zijn vader. De beveiliging stormt binnen en overmeestert zijn vader, die niet lang daarna overlijdt.

### Dertien jaar
De vijfde black-out krijgt hij in 1995 wanneer Evan samen met Kayleigh, Tommy en Lenny Kagan rondhangt. Tommy ontdekt een dynamietstaaf in de kelder van zijn vader. Ze plaatsen de staaf in een brievenbus van een grote villa en wachten tot de ontploffing. Plots rent Evan samen met de drie door de bossen. Wat ervoor gebeurde weet hij niet meer. Lenny wordt opgenomen in het ziekenhuis met een posttraumatische shock.
Niet zo lang erna gaan Evan, Kayleigh en Tommy stiekem naar de film Se7en. Kayleigh en Evan gaan naar buiten en kussen elkaar. Dan komt Tommy buiten en bedreigt het koppel totdat een andere, oudere jongen hem beledigt. Tommy slaat de oudere jongen in elkaar maar wordt tijdig door de beveiliging naar buiten gegooid.
Enkele dagen later gaan Evan en Kayleigh Lenny bezoeken, wat ze sinds het dynamietincident nog niet gedaan hadden. Met z’n drieën maken ze een wandeling, en zien ze dat Tommy Evans hond ontvoerd heeft en in een zak heeft gestoken. Tommy dreigt de hond in brand te steken omdat hij nog steeds kwaad is op Evan. Hierna wordt Evan in elkaar geslagen en krijgt hij zijn zesde black-out. Hij wordt wakker naast een gewonde Kayleigh en ziet Lenny zitten naast de opgebrande zak waar zijn hond in zat.
Evans moeder zoekt een uitweg uit deze heftige situatie en ziet geen andere keus meer dan samen met haar zoon Evan te verhuizen. Evan belooft Kayleigh om "terug te komen voor haar" maar hij houdt geen woord. Kayleigh probeert verschillende keren te verhuizen om dichter bij Evan te komen, maar haar vader verbiedt dit.

### Twintig jaar
In 2002 zit Evan op de universiteit voor zijn studie psychologie. Hij is een ijverige student en net als zijn kamergenoot is hij een van de buitenbeentjes. Wanneer hij een meisje meeneemt naar zijn kamer, ontdekt zij zijn oude dagboeken. Evan begint ze opnieuw te lezen bij de zesde black-out. Plots keert hij terug naar de bewuste dag in 1995. Hij ziet hij hoe Lenny moet toekijken hoe de hond wordt vermoord, Lenny de zak niet heeft kunnen openen. Terug in het heden besluit hij om Lenny op te zoeken. Lenny woont nog steeds in zijn ouderlijk huis en heeft nog steeds zijn kinderkamer. Hij is de incidenten met Tommy geestelijk niet te boven gekomen en verkeert in een soort catatone toestand. Na zijn bezoek ontdekt Evan dat het visioen dat hij laatst had, echt gebeurd is.
Om dit rare effect uit te zoeken, leest hij de teksten over de vijfde black-out. Hij beleeft een gelijkaardige ervaring en ontdekt wat er echt gebeurd is tijdens de dynamietexplosie. Hij ontdekt dat een vrouw met haar baby thuiskomt en naar de brievenbus gaat. Bij het openen van de bus ontploft de dynamietstaaf en sterven de vrouw en het kind. Lenny, Evan en Kayleigh probeerden nog om de vrouw te waarschuwen, maar werden tegengehouden door Tommy. De kinderen vluchtten de bossen in en hebben een schuldgevoel. Wettelijk zouden de vier kinderen schuldig zijn aan moord.
Wanneer Evan wakker wordt, ontdekt hij het litteken van een sigaretafdruk die hij opliep bij het incident; de afdruk zat er voorheen niet, maar bij het teruggaan had hij per ongeluk zichzelf aan zijn peuk gebrand. Hij realiseert zich dat hij de geschiedenis heeft veranderd door in de tijd te reizen. Hij zoekt zijn moeder op en zij bevestigt hem dat zijn vader dezelfde mogelijkheid had om door de tijd te reizen.
Na dit ontdekt te hebben, zoekt Evan Kayleigh in zijn geboortestad op. Na een kort gesprek begint hij vragen te stellen over de video die haar vader maakte. Hierdoor rakelt hij verdrongen herinneringen bij haar op. De dag erna krijgt Evan een telefoontje van Tommy, die zegt dat Kayleigh zelfmoord heeft gepleegd. Tommy dreigt ook dat hij achter Evan aangaat vanwege het verlies van zijn zus, de enige persoon die hem ooit met respect heeft bejegend. Evan probeert het verleden te veranderen door via zijn dagboeken terug te gaan naar zijn derde black-out, dat van de film. Hier laat hij George Miller zich doodschrikken door hem op volwassen toon te woord te staan en te eisen dat George Miller zijn dochter met respect behandelt en dat hij zijn zoon strenger moet aanpakken.

### De tweede tijdlijn
Na het verleden gewijzigd te hebben, wordt Evan wakker naast Kayleigh. Zij zijn een koppel. Ze is samen met Evan en opgebloeid omdat haar vader haar goed behandelde. Ze zijn beiden populair en lid van een studentencorps, waardoor de onsympathieke medestudenten uit Evans eerste tijdlijn opeens zijn vrienden zijn en zijn toenmalige vrienden juist niets meer van hem willen weten. 
Aanvankelijk is Evan in de wolken. Dan echter duikt Kayleighs broer Tommy op de campus op. Hij is kortgeleden vrijgelaten uit een rehabilitatiecentrum, en is inmiddels nog agressiever en gestoorder geworden. Dit kwam doordat zijn vader in deze nieuwe tijdlijn al zijn woede en frustratie op Tommy richtte in plaats van op Kayleigh. Tommy weet Evan te traceren, vernielt zijn auto, en probeert hem te vermoorden met een honkbalknuppel. Evan gebruikt peperspray en vermoordt op zijn beurt Tommy met zijn eigen knuppel. Hij wordt gearresteerd en belandt in de cel; hoewel er een goede kans is dat de advocaat succesvol noodweer(-exces) kan aanvoeren moet hij hangende het proces in de gevangenis blijven. Hier wordt hij als nieuwkomer door de gedetineerden gepest, en ze nemen hem zijn dagboeken af. Hij krijgt ze alleen terug als hij ze pijpt en tot hun bende toetreedt.
Evan besluit zijn religieuze celgenoot te overtuigen om hem te helpen. Hij reist onder toezicht van zijn celgenoot terug naar zijn eerste black-out, het moment dat hij de tekening maakte. In de klas plaats zijn handen op twee papierpinnen en creëert zo stigmata bij zichzelf, waardoor zijn celgenoot ervan overtuigd is dat hij contact heeft met Jezus. Zijn celgenoot besluit hem daarop te helpen. Evan doodt zijn kwelgeesten en terwijl zijn celmaat de celdeur blokkeert tegen de bewakers, gebruikt hij de dagboeken om terug in de tijd te reizen naar de zesde black-out. Terwijl ze onderweg naar Tommy zijn,  geeft Evan aan Lenny een scherp voorwerp, zodat Lenny het touw kan doorsnijden van de zak waar de hond in zit. Eenmaal bij Tommy aangekomen, wil Tommy Evan met een stok neerslaan, maar in een reflex (Evan wist immers al wat er ging gebeuren) ontwijkt Evan de stok en wordt Kayleigh in het gezicht geslagen, wat haar een flinke hoofdwond oplevert. Evan weet op Tommy in te praten, waarna deze de zak losmaakt en hond vrij laat. Lenny, die het scherpe voorwerp nog steeds in zijn handen heeft, gebruikt het voorwerp om Tommy te doden.

### De derde tijdlijn
Na zijn flashback is Evan terug in de studentenkamer uit zijn oorspronkelijke tijdlijn. Hij ontdekt dat Lenny in een instelling zit voor de moord op Tommy, en besluit hem te bezoeken. Lenny verwijt Evan dat deze destijds al moest hebben geweten dat er die dag iets slechts ging gebeuren en dat Evan in zijn plaats opgesloten had moeten zijn. Hierop activeert Evan zijn vierde black-out. Hij keert terug naar het gesprek met zijn vader en vraagt hem hoe hij de cirkel moet verbreken. Deze vertelt hem dat dit onmogelijk is. De enige mogelijke manier is om te stoppen met het veranderen van het verleden en om het heden gewoon te accepteren. Iedere wijziging heeft tenslotte onvoorziene gevolgen en Evan zou zonder het te weten zomaar zijn moeder kunnen vermoorden. Evan houdt vol dat hij alles recht kan zetten, waarop zijn vader hem bespringt en probeert te vermoorden, om zo de cirkel te doorbreken.
Terug in het heden brengt Evan een bezoek aan Kayleighs huis en vraagt haar vader waar ze is. Ze blijkt in een schamel appartementje in de stad te wonen. De dood van haar broer en de hoofdwond die ze destijds opliep, hebben haar niets goeds gebracht. Ze is inmiddels een drugsverslaafde prostituee met een ontsierend litteken in haar gezicht. Evan probeert haar uit te leggen hoe hij de tijd probeert te manipuleren om haar te helpen, maar ze wil hem niet geloven.
Evan besluit om terug te keren naar de flashback met het brievenbusincident. Hierdoor zou Tommy niet sterven, Lenny niet gek worden en Kayleigh niet getraumatiseerd raken. Hij rent naar de bom in de brievenbus, maar Tommy volgt hem. Tommy duwt de vrouw en het kind op de grond en Evan wordt geraakt door de explosie.

### De vierde tijdslijn
Wanneer Evan langzaam weer in het heden wakker wordt in zijn studentenkamer ziet hij Lenny en Kayleigh in het andere bed. Terwijl zijn geest de herinneringen in zijn geest corrigeert, realiseert Evan zich dat hij geen armen meer heeft. Deze werden geamputeerd en zijn benen zijn verlamd geraakt door de verwondingen die hij opliep door de exploderende brievenbus.
Kayleigh en Lenny zijn nu een koppel en Tommy naar aanleiding van het brievenbusincident heel religieus geworden. Evan verklaart zijn liefde aan Kayleigh waarop zij hem zegt dat ze enkel bij haar vader bleef omdat ze zo Evan kon blijven zien. Ze zegt hem ook dat ze eventueel wel een koppel hadden kunnen zijn indien de omstandigheden anders zouden zijn geweest.
Doordat alle anderen beter af lijken te zijn in deze tijdlijn, besluit Evan om zich in een bad te verdrinken. Tommy kan dit verhinderen en redt Evan. Hierna ontdekt Evan dat zijn moeder na het brievenbus-incident zwaar is gaan roken en dat ze nu longkanker heeft.
Eerst wil Evan terugkeren naar het moment waarop hij het mes vastnam toen hij zeven was, om Kayleighs vader een nog harder lesje te leren, zodat hij ook Tommy met rust laat zodat de incidenten met de hond en de vrouw met baby überhaupt niet plaatsvinden. Hij vindt een keukenmes, maar wordt betrapt door zijn moeder. Hierna reist hij terug naar het moment van de 'Robin Hood' filmopname in de kelder van de Millers, waar hij een dynamietstaaf gebruikt als dreigmiddel. Hij bedreigt George, maar laat de staaf vallen. Kayleigh raapt deze op en de dynamietstaaf ontploft. Kayleigh sterft.

### De vijfde tijdlijn
Nu is Evan opgesloten in een psychiatrische instelling vanwege de dood van Kayleigh. Hij ontdekt dat de dagboeken niet bestaan in deze tijdlijn. Hij heeft immers door zijn opsluiting vanaf dat moment niet meer kunnen of mogen schrijven. Hij praat met dezelfde dokter als toen hij klein was en het blijkt dat hij constant over studentencorpora, dagboeken, gevangenissen etc. praat. De dokter verklaart dat dit een verdringingsmechanisme is voor zijn schuldgevoel over Kayleighs dood en zegt dat zijn vader precies hetzelfde was, maar voortdurend naar een niet-bestaand fotoboek vroeg. Zo ontdekt Evan dat zijn vader fotoalbums gebruikte om door de tijd te reizen en dat iedere opname uit het verleden volstaat om terug te kunnen reizen.
Om alles te herstellen, neemt Evan een drastische beslissing: hij reist door oude film-opnames van zijn moeder te gebruiken terug naar zijn eerste ontmoeting met Kayleigh. Om te voorkomen dat ze vrienden worden en zo alle gebeurtenissen in gang zetten, vertelt hij haar dat hij haar familie zal vermoorden als ze niet wegblijft van hem. Kayleigh rent geschrokken weg en Evan fluistert zachtjes "vaarwel".

### De zesde tijdlijn
Als Evan weer terugkeert uit het verleden is alles in orde. Lenny is Evans kamergenoot tijdens de universiteitsjaren. Lenny weet niet wie Kayleigh is. Evan verbrandt al zijn dagboeken en films omdat hij tevreden is met de huidige situaties en zich realiseert dat van het tijdreizen alleen maar ellende komt. Op het einde komt Evan toevallig Kayleigh tegen in een drukke straat in Manhattan. Ze merken elkaar op en zij stopt, maar tegen de tijd dat Evan naar haar kijkt, is zij alweer doorgelopen. Het is wel pijnlijk, maar hij besluit haar niet te volgen.
Deze versie wordt gebruikt in de bioscoopversie. In de director's cut komt Evan om het leven nadat hij zichzelf in de baarmoeder van het leven berooft. Hierdoor voorkomt hij dat zijn vrienden de traumatische gebeurtenissen die hij voorzag zullen meemaken. Tommy en Kayleigh blijven bij hun moeder wonen en bloeien op, evenals Lenny die niet getraumatiseerd raakt. De drie raken innig bevriend, Tommy houdt een roerende afstudeerspeech en Lenny en Kayleigh trouwen.

### Black-outtijdslijn
Elke keer dat Evan zijn verleden aanpast, gaat hij terug naar het moment waar hij de black-out kreeg. In de openingsscène krijgt de jonge Evan verschillende black-outs. Later in de film ziet men hoe hij terugkeert naar zijn vroegere vorm om zijn ziel te besturen tot zijn wil. Hierdoor kan Evan zijn verleden veranderen. Als hij zeven is, krijgt Evan black-outs van momenten die hij traumatisch vindt. Als hij twintig jaar is, kan hij door middel van zijn dagboeken terugkeren naar deze momenten. Hier krijgt hij het besef dat zijn black-outs veroorzaakt kunnen zijn door zijn toekomstige ik die dan ontdekt dat hij terug kan keren naar de black-out momenten. Daardoor zijn dus de black-outs een oorzaak van zijn toekomst waarin hij de dagboeken leest die hij moest maken omwille van zijn black-outs. Zo'n fenomeen noemt men een "Predestination paradox" of een "causality loop". Door zichzelf te doden veroorzaakt hij tevens een grootvaderparadox.

## Rolverdeling
| Acteur               | Personage                                 |
| -------------------- | ----------------------------------------- |
| Ashton Kutcher       | Evan Treborn                              |
| Melora Walters       | Andrea Treborn                            |
| Amy Smart            | Kayleigh Miller                           |
| Elden Henson         | Lenny Kagan                               |
| William Lee Scott    | Tommy Miller                              |
| John Patrick Amedori | Evan Treborn - 13                         |
| Irina Gorovaia       | Kayleigh Miller - 13 (als Irene Gorovaia) |
| Kevin G. Schmidt     | Lenny Kagan - 13                          |
| Jesse James          | Tommy Miller - 13                         |
| Logan Lerman         | Evan Treborn - 7                          |
| Sarah Widdows        | Kayleigh Miller - 7                       |
| Jake Kaese           | Lenny Kagan - 7                           |
| Cameron Bright       | Tommy Miller - 7                          |
| Eric Stoltz          | George Miller                             |
| Kevin Durand         | Carlos                                    |
| Callum Keith Rennie  | Jason Treborn                             |
| Lorena Gale          | Mrs. Boswell                              |
| Ethan Suplee         | Thumper                                   |
| Tara Wilson          | Heidi                                     |
| Jesse Hutch          | Spencer                                   |
| Nathaniel DeVeaux    | Dr. Redfield (als Nathaniel Deveaux)      |

## Vervolg
De Butterfly Effect 2 werd uitgebracht op dvd op 10 oktober 2006, geregisseerd door John R. Leonetti.

## Prijzen en nominaties
2005 Academy of Science Fiction, Fantasy & Horror Films (Saturn Awards)
- Genomineerd—Best Science Fiction Film

2004 Brussels International Festival of Fantasy Film
- Won—Pegasus Audience Award — Eric Bress, J. Mackye Gruber

2004 Teen Choice Awards
- Genomineerd Choice Movie: Thriller